# Теплицкий, Леопольд Яковлевич

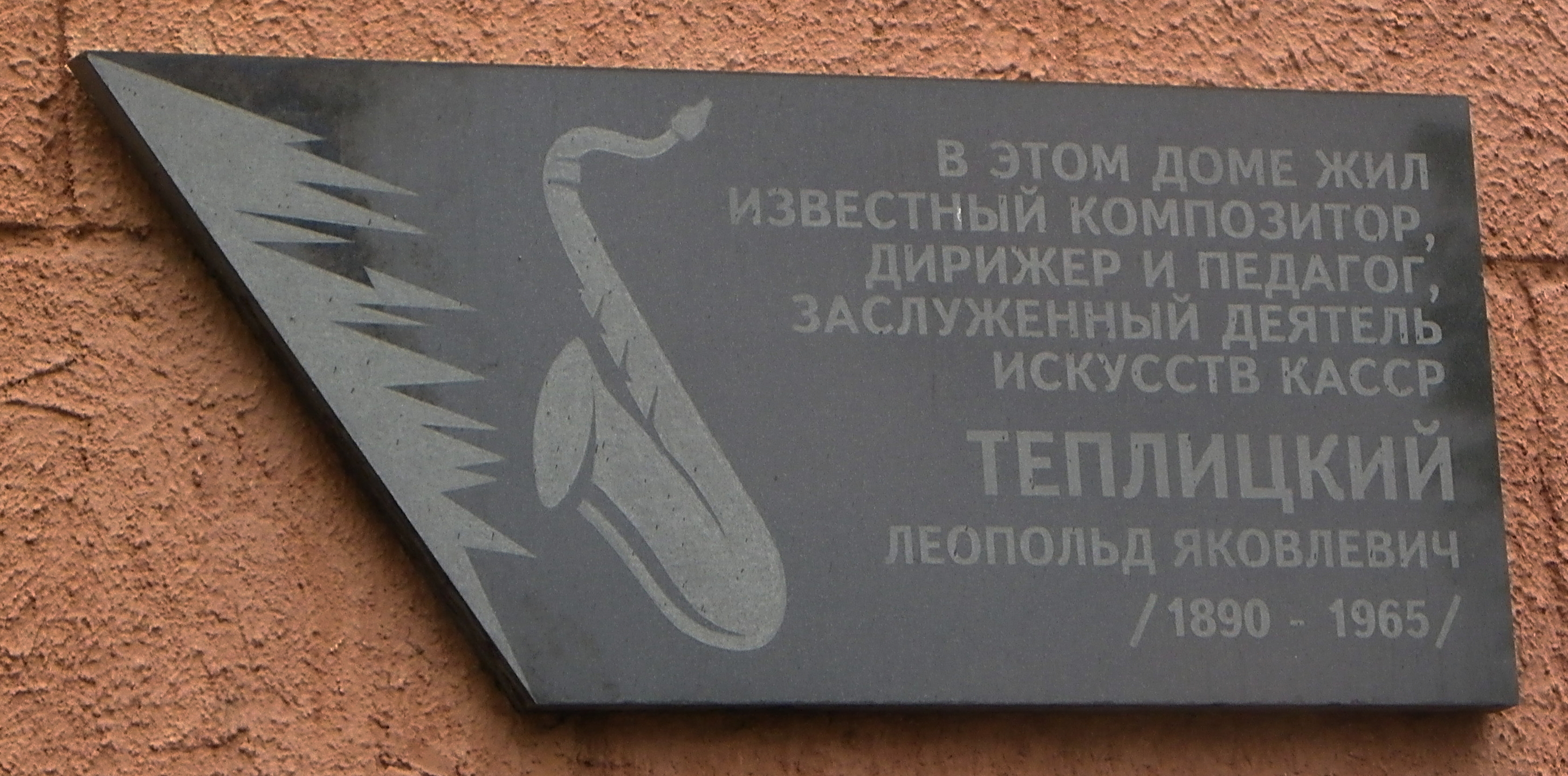
Памятная доска в Петрозаводске

Леопо́льд Я́ковлевич Тепли́цкий (при рождении Липа Янкелевич Теплицкий; 27 февраля (11 марта) 1890, Екатеринослав — 16 ноября 1965, Петрозаводск) — советский дирижёр и композитор, музыкальный педагог, заслуженный артист Карело-Финской ССР (1951), заслуженный деятель искусств Карельской АССР (1962).

## Биография
Родился 27 февраля (по старому стилю) 1890 года в Екатеринославе, в семье мещанина местечка Смела Черкасского уезда Киевской губернии, портного Янкеля Липовича Теплицкого и Эти (Этель) Теплицкой.
В 1914 году окончил музыкальное училище в Харькове.
В 1915—1920 годах учился в Петроградской консерватории на отделении фортепиано, затем на отделении теории и композиции. С 1918 года дирижировал концертами в петроградском саду «Эрмитаж», затем работал в Государственном академическом театре оперы и балета.
В 1926 году по направлению Народного комиссариата просвещения работал в Нью-Йорке и Филадельфии, изучая традиции американской народной музыки, в особенности джаза.
Вернувшись в СССР, организовал в Ленинграде «Первый концертный джаз-банд», давший первое выступление 28 апреля 1927 года в Академической капелле. В ансамбле Теплицкого пела, в частности, Коретти Арле-Тиц. Ориентируясь на творческий метод Пола Уайтмена, также пришедшего в джаз из академической музыки, Теплицкий составил свой джаз-банд из преподавателей консерватории и музыкального техникума, а концертную программу — преимущественно из джазовых обработок классической музыки (Джузеппе Верди, Шарль Гуно и др.) и известных американских пьес (Джордж Гершвин, Винсент Юманс, Ирвинг Берлин, Джером Керн). В 1928—1930 годах работал дирижёром в кино- и драмтеатрах Ленинграда.
В октябре 1930 года был арестован по обвинению в шпионаже, осуждён на 3 года (реабилитирован в 1989 году) с отбытием срока на строительстве Беломоро-Балтийского канала. Работал дирижёром в театре для заключённых ББК в Медвежьегорске. В январе 1933 года был освобождён и поселился в Петрозаводске, где стал первым руководителем Карельского симфонического оркестра.
В 1936 году участвовал в создании первого в Карельской АССР ансамбля исполнителей на народном инструменте «Кантеле», написал для секстета кантеле «Карельскую прелюдию». Среди других произведений Теплицкого — сюита на карельские темы для симфонического оркестра, «Четыре финских танца» для симфонического оркестра, «Поморская рапсодия» для симфонического оркестра.
Член Союза композиторов СССР с 1937 года. С 1938 года — преподаватель теоретических дисциплин в Петрозаводском музыкальном училище.
В годы Советско-финской войны (1941—1944) находился в эвакуации в Киргизской ССР. После эвакуации вернулся в Петрозаводск и занял должность дирижёра ансамбля «Кантеле».

## Награды
- Орден «Знак Почёта» (22.09.1959).
- Медаль «За трудовое отличие» (29.10.1951)[6].
- Заслуженный артист Карело-Финской ССР (1951).
- Заслуженный деятель искусств Карельской АССР (1962).

## Память
- В 2002 году имя Теплицкого было присвоено проводящемуся в Петрозаводске с 1986 года Фестивалю джазовой музыки «Звёзды и мы»[7].